# Lovran
Lovran (italiensk: Laurana, tysk: Lauran) er en by på vestkysten af Kvarnerbugten i Adriaterhavet på halvøen Istrien i det nordvestlige Kroatien ved den Kroatiske Riviera. Byen har ca. 4.100 indbyggere og ligger 5 km syd for Opatija. I Romertiden hed byen Castrum Laureana, Laureana betyder Laurbær. Der er stadig mange laurbærtræer nær byen.
Lovran er et af de ældste byer langs den østlige kyst på Istrien. I den tidlige middelalder var det en vigtig by med skibsværft i området ved det nordlige Adriaterhav. Men byens dominerende rolle fortog sig i takt med udbygningen at de nærliggende havnebyer (Trieste, Pula, og Rijeka).
Men i midten af 1800-tallet fik området igen en fremtrædende rolle, da det blev et fashionabelt feriested for Østrig-Ungarns elite. Turismen har lige siden været en væsentlig faktor i byens økonomi.

## Søsterbyer
- Castel San Pietro Terme, Italy
- Ravenna, Italy
- Nova Gorica,Slovenia